# Lanna, Värnamo kommun
Lanna är en kommungränsöverskridande tätort, huvudsakligen belägen i Värnamo kommun i Jönköpings län men även innefattande en mycket liten del av Gnosjö kommun.

## Befolkningsutveckling
| Befolkningsutvecklingen i Lanna 1950–2020                               | Befolkningsutvecklingen i Lanna 1950–2020 | Befolkningsutvecklingen i Lanna 1950–2020 | Befolkningsutvecklingen i Lanna 1950–2020 | Befolkningsutvecklingen i Lanna 1950–2020 |
| ----------------------------------------------------------------------- | ----------------------------------------- | ----------------------------------------- | ----------------------------------------- | ----------------------------------------- |
|                                                                         |                                           |                                           |                                           |                                           |
| År                                                                      |                                           |                                           | Folkmängd                                 | Areal (ha)                                |
| 1950                                                                    | 1950                                      |                                           | 324                                       | ##                                        |
| 1970                                                                    | 1970                                      |                                           | 364                                       |                                           |
| 1975                                                                    | 1975                                      |                                           | 348                                       |                                           |
| 1980                                                                    | 1980                                      |                                           | 328                                       |                                           |
| 1990                                                                    | 1990                                      |                                           | 329                                       | 80                                        |
| 1995                                                                    | 1995                                      |                                           | 343                                       | 80                                        |
| 2000                                                                    | 2000                                      |                                           | 355                                       | 83                                        |
| 2005                                                                    | 2005                                      |                                           | 349                                       | 83                                        |
| 2010                                                                    | 2010                                      |                                           | 329                                       | 83                                        |
| 2015                                                                    | 2015                                      |                                           | 330                                       | 101                                       |
| 2018                                                                    | 2018                                      |                                           | 386                                       | 101                                       |
| 2020                                                                    | 2020                                      |                                           | 354                                       | 108                                       |
| Anm.: Ny tätort 1970. ## Som tätort/befolkningsagglomeration 1920–1950. |                                           |                                           |                                           |                                           |